# Hegyalja út (Budapest)
A Hegyalja út Budapest I., XI. és XII. kerületében a a Gellért-hegy és a Sas-hegy északi lejtőin, az Erzsébet híd és a Farkasréti temető között (pontosabban a Döbrentei tér 6.-tól a Németvölgyi út 130.-ig) vezető főútvonal. A páratlan oldalon az 1.-től a 127.-ig  az I. kerülethez,  ettől kezdve végéig a XII. kerülethez tartozik. A páros oldalon a 2-től a 30.-ig az I. kerülethez, a 32.-től a 128.-ig a XI. kerülethez,  ettől kezdve végéig a XII. kerülethez tartozik.

## Az érintett városrészek
- I. kerületben: Gellérthegy, Krisztinaváros, Tabán,
- XI. kerületben: Gellérthegy,
- XII. kerületben: Krisztinaváros, Németvölgy.

## Története
A Tabán 1933-1936 között tartott lebontását követően épült ki. A főútvonal lényegében az Erzsébet híd folytatása Budán. A BAH-csomópontig tartó szakaszt 1967-ben kezdték el kiszélesíteni irányonként két sávosra. Az 1976-ban kiépült csomópont nevében a H betű a Hegyalja út rövidítése.  A Fővárosi Közgyűlés 2016-ban nem fogadta el azt a javaslatot, hogy az utat Mádl Ferenc egykori köztársasági elnökről nevezzék el. 
Öt közterületből alakult ki.  
1. Horgony utca a Döbrentei tér és a Hadnagy utca között;
2. az 1879-ben elnevezett Hadnagy utca egy része a Szikla utca és Tigris utca között;
3. az 1880-ban elnevezett Hegyalja utca a Tigris utca és a Csap utca között;
4. az 1891-es állapot szerinti Budaörsi út a Csap utca és az Alkotás utca között (ez a szakasz később a Csend utca része lett), valamint az 1891-es Csend utca a Tigris utca és az Alkotás utca között ezeket 1936-ban Hegyalja út néven egyesítették;
5. Az 1900-as évek elején elnevezett korábbi Sashegyi út 1936-ban Wolff Károly út lett az Alkotás utca és a Németvölgyi út  között (a jelenlegi Kálló esperes utcát is magában foglalta). 1940-ben a Breznói út és Zólyomi út egy részét is hozzácsatolták és az így létrejött útvonali is a  Wolff Károly út nevet kapta. A két utat összekötő egyenes részt Liga utcának keresztelték el; ez a szakasz 1945-ben a Kálló esperes utca nevet kapta.Ugyanekkor a Wolff Károly utat is a Hegyalja úthoz csatolták.

## Nevezetességek

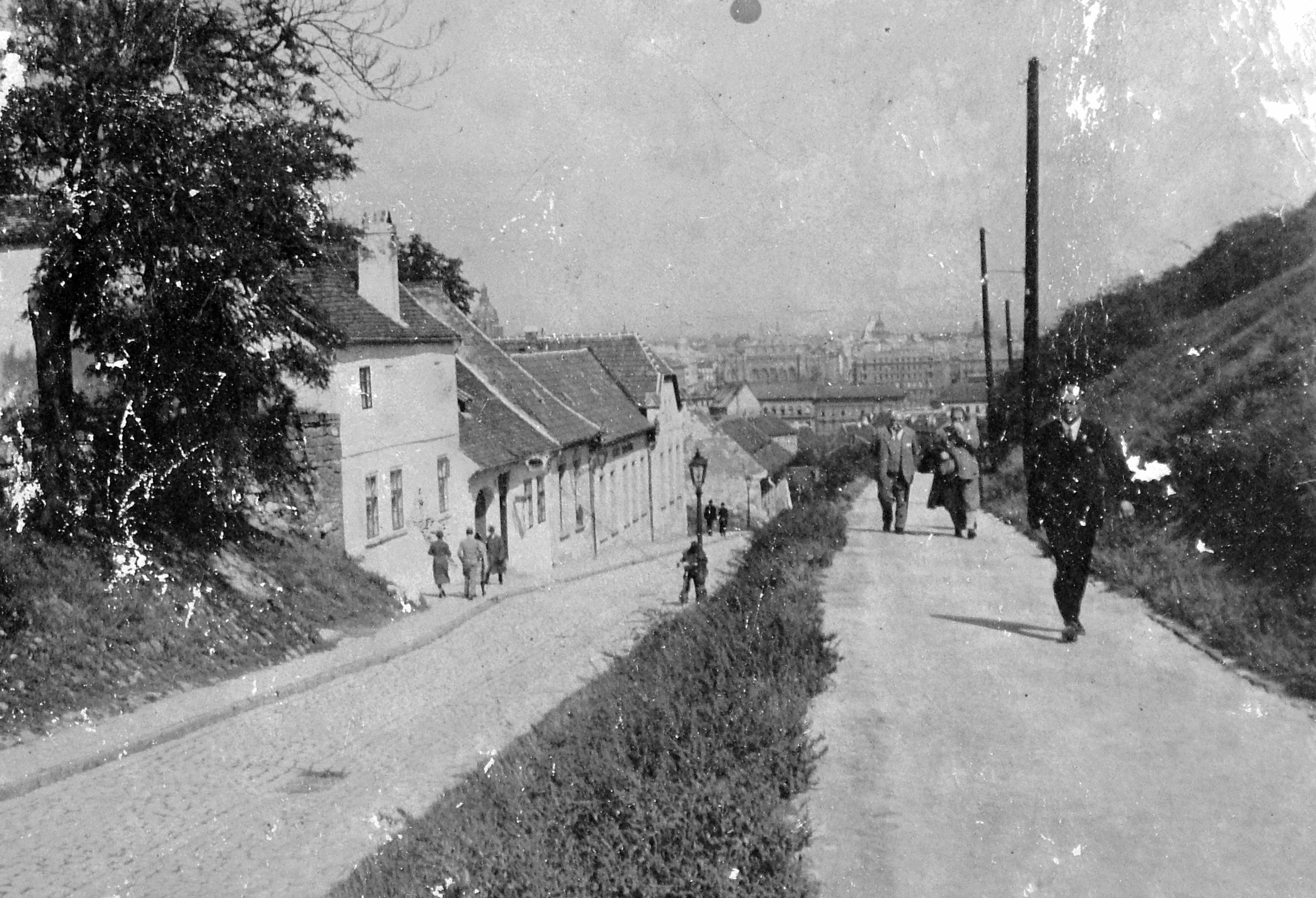
A régi Hadnagy utca egyik szakasza, ma a Hegyalja út húzódik itt

- Az 1810-es tabáni tűzvész emléktáblája a Döbrentei téren
- Rác gyógyfürdő, közvetlenül a Hegyalja út mellett van, bár bejárata a Hadnagy utcáról nyílik
- Czakó-kert; a ház az egykori Tabán egyik fennmaradt épülete
- A Testnevelési Egyetem dr. Koltai Jenő Sportközpontja közvetlenül határos az úttal, bár nem erre nyílik
- Feszület a Lejtő utca és Meredek utca sarkán (Hegytető utcai buszmegálló mellett)
- Farkasréti Mindenszentek templom (Hegyalja út 139.)

## Közlekedése
Keleti szakaszán (az Erzsébet híd végétől a BAH csomópontig) a 8E, 108E, 110-es, 112-es és az éjszakai 908-as busz halad végig.
Nyugati szakaszán (a BAH csomóponttól a Farkasréti temetőig) a 8E és az éjszakai 908-as busz halad rajta végig, 7 megállójuk van az útszakaszon.